# 608th Air Operations Center
Il 608th Air Operations Center è un centro operativo di tipo funzionale dell'Air Force Global Strike Command. Il suo quartier generale è situato presso la Barksdale Air Force Base, in Louisiana.

## Missione
Il Centro pianifica, dirige e valuta le operazioni quotidiane utilizzando capacità globali, dinamiche e non dinamiche al fine di fornire effetti strategici per il comandante degli United States Strategic Command (USSTRATCOM) e di azioni congiunte nel sostegno diretto dei comandanti di teatro.
Il Centro risponde all'esigenza critica di supportare il Comando della componente funzionale congiunta USSTRATCOM in azioni deliberate di crisi e pianificazione sensibile al tempo per combattere le armi di distruzione di massa nemiche in tutto il mondo, fornire capacità di attacco globale integrate per scoraggiare e dissuadere le minacce e, una volta dirette, sconfiggere gli avversari attraverso decisivi effetti di combattimento dinamici e non dinamici globali congiunti.